# Josh Brownhill
Joshua Brownhill, né le 19 décembre 1995 à Warrington, est un footballeur anglais qui évolue au poste de milieu de terrain au Burnley FC.

## Biographie
Le 30 janvier 2020, Brownhill s'engage pour quatre ans et demi avec le Burnley FC

## Palmarès

### En club
- Barnsley FC
  - Vainqueur de l'EFL Trophy en 2016.

- Burnley FC
  - Champion d'Angleterre de deuxième division en 2023 et 2025.

### Distinction individuelle
- Membre de l'équipe-type de deuxième division anglaise en 2023.